# Nombre de communes en France
Le nombre de communes en France est fluctuant : il évolue soit à la hausse par fractionnement de communes existantes, soit à la baisse par fusion de communes.
Au 1er janvier 2024, la France métropolitaine et les départements et régions d'outre-mer sont découpés en 34 934 communes (34 805 en métropole et 129 dans les DROM), auxquelles s'ajoutent 94 communes (ou assimilées) dans les collectivités d'outre-mer et en Nouvelle-Calédonie. Paris n'est plus une commune de droit commun depuis que la capitale a fusionné avec le département de Paris en 2019, pour former une collectivité territoriale unique appelée officiellement « Ville de Paris ».
Ce nombre fait de la France le pays d'Europe ayant de loin le plus grand nombre de communes, mais ramené à la population totale du pays, il existe d'autres États dont le nombre moyen d'habitants par commune (UAL-2) est proche de la moyenne française de 1 800 habitants par commune.

## Découpage du territoire européen en communes

Carte de la France métropolitaine découpée en communes au 1 septembre 2016.

La nomenclature des unités territoriales statistiques européennes (NUTS) harmonise trois niveaux (NUTS 1-3). Pour trouver une ressemblance au niveau de la commune, il faut consulter l'unité administrative locale de plus bas niveau (UAL 2) qui dépend de chaque État membre. Ces découpages administratifs ne recouvrent pas les mêmes attributions, comme l'exercice de droit de police ou de droit électoral. Par exemple, la division territoriale de l'Estonie compte quatre types de « localités » qui peuvent ressembler aux communes françaises.
L'Allemagne compte environ 11 000 communes, l'Espagne et l'Italie environ 8 000 ; la Belgique possède 589 communes, le Royaume-Uni compte 10 449 paroisses civiles (civil parishes) qui regroupent 35 % de la population, mais possède de nombreux districts non divisés en paroisses (unparished areas). À elle seule, la France représente la moitié de la totalité des communes de l'Union européenne jusqu'à l'adhésion de dix nouveaux membres au 1er janvier 2004. En 2023, il est considéré que la France englobe 40 % des communes de l'UE, selon le Conseil des communes et régions d'Europe. La situation est bien plus contrastée depuis. Par exemple en 2010 la Slovaquie compte 3 000 UAL−2 pour 5,5 millions d'habitants, soit une moyenne de 1 800 habitants par commune, identique au ratio français.
Contrairement à d'autres pays dont certaines parties peuvent être directement administrées par une division d'ordre supérieure (comme les États-Unis), la totalité du territoire de la République française est découpé en communes à l'exception de Wallis-et-Futuna (partagé en trois royaumes ou circonscriptions), les Terres australes et antarctiques françaises (sans population permanente, divisées en cinq districts), l'île Clipperton (inhabitée, domaine public de l'État), Saint-Barthélemy et Saint-Martin (collectivités territoriales qui exercent l'ensemble des compétences locales, dont celles d'une commune, depuis la loi no 2007-223 du 21 février 2007 portant dispositions statutaires et institutionnelles relatives à l'outre-mer).
Le 1er janvier 2024, la France compte :
- 34 935 communes dans les 101 départements, dont 34 816 en métropole dans les 96 départements métropolitains et la métropole de Lyon[6] ;
- 50 communes dans les collectivités d'outre-mer (2 à Saint-Pierre-et-Miquelon et 48 en Polynésie française) ;
- 33 communes en Nouvelle-Calédonie.

À des fins statistiques, le Code officiel géographique attribue également une codification en tant que commune à Saint-Barthélemy, Saint-Martin et Clipperton, et des codifications équivalentes pour les circonscriptions de Wallis-et-Futuna et les districts des Terres australes et antarctiques françaises, soit un total de 11 codes qui s'ajoutent aux précédents.

## Évolution du nombre de communes

### Jusque fin 2005
La Révolution créa un nombre de communes aujourd'hui encore inconnu, parce que les relevés d'époque ne sont pas uniques et contiennent des erreurs manifestes (notamment à cause de simples hameaux confondus avec des municipalités effectives). Le nombre de 44 000 figurant dans un état des Archives parlementaires contient sans doute ces erreurs repérées par les historiens. Antoine Follain avance pour sa part que 41 000 municipalités ont été créées au départ, dans les limites de 1790[réf. souhaitée]. En apparence élevé, le nombre de communes créées en France était pourtant comparable à celui des autres pays à administration locale constituée et à maillage général, au vu de la taille et de la population du pays.
Cependant, ce découpage initial était imparfait avec, dans plusieurs régions, des communes gigantesques et à circulation difficile (notamment le Massif central) et ailleurs, à l'évidence, de trop petites communes, peu viables à terme fiscalement parlant. Aussi, entre la proclamation de décembre 1789 et la fin du Consulat, de nombreuses communes-faubourgs et petites communes rurales sont supprimées dans de nombreux départements. Dès 1793, il n'y en a plus que 41 000 ; en 1802-1803, il n'y en a plus que 40 000. Puis, à partir de l'Empire, les différents ministres de l'Intérieur qui se succèdent pratiquent une politique logique : toujours pour réparer les malfaçons du premier découpage, ils créent des communes là où le maillage rend l'autorité des maires incertaine aux franges de leur commune, franges quelquefois physiquement isolées du chef-lieu, tandis qu'ailleurs ils continuent à pousser les préfets à supprimer des communes si celles-ci se dépeuplent plus que les autres. Le Massif central voit ainsi se resserrer son maillage administratif par création de nombre de communes, pendant que Normandie et Alpes du Sud, les premières régions françaises frappées par l'exode rural, se voient privées de quelques centaines de communes dès avant 1850. Tant et si bien que sur l'ensemble de la France et jusqu'en 1846, le nombre de suppressions dépasse le nombre de création ; à partir de 1846, les deux mouvements s'équilibrent.
En 1802-1803, la France compte environ 40 200 communes et 30 400 paroisses (ecclésiastiques). Le Premier Empire tenta de réduire encore leur nombre. Mais après 1815, la densité de population dans les campagnes alla croissant et les fidèles réclamèrent à cor et à cri de nouvelles paroisses : c'est au début du Second Empire que le nombre des paroisses ecclésiastiques culmina, avec 33 400 paroisses. On n'est donc pas si loin du « Royaume aux 100 000 clochers » sur lesquels les rois de France s'enorgueillissaient de régner[réf. nécessaire] puisque outre le clocher de l'église paroissiale, une commune peuplée pouvait comporter un clocher de chapelle de monastère, un de chapelle de collège et autant de clochers que de chapelles de villages ou de sites particuliers. Par exemple, Mauriac en Haute-Auvergne (Cantal) était fière de ses sept clochers pour une seule paroisse.
Exceptionnellement, les grands travaux d'urbanisme réalisés par le Second Empire décident celui-ci à faire absorber les faubourgs par les villes connaissant une forte croissance démographique. C'est ainsi que Paris voit ses limites adaptées à son extension, par absorption de quatorze communes ou portions de commune en 1859, ou encore que Lyon en absorbe trois en 1852, ou encore que Lille, dénoncée dès avant 1850 comme un mouroir de la nouvelle industrie, quadruple sa superficie en absorbant quatre communes en 1858. D'autres, moins grandes, connaissent le même mouvement ; par exemple, Le Mans triple sa superficie en en absorbant cinq entre 1855 et 1865. Au total, dans les mêmes limites qu'à la fin de la Révolution, la France contient en 1870 environ 37 600 communes.
Mais dès les dernières années de l'Empire libéral, les républicains promettent aux communes leur émancipation. À partir de 1871, parce que le pouvoir issu des événements de 1870-1871 se sait en sursis, celui-ci n'ose plus opérer de fusion, mais seulement des créations. Ainsi les régions côtières s'enrichissent-elles désormais de nouvelles communes pour cause de peuplement et, côté Méditerranée, pour cause de retour de la population des reliefs de l'arrière-pays vers le littoral (dont elles s'étaient éloignées à cause des raids barbaresques), tandis que le reste de la France voit s'accélérer l'exode rural sans voir s'accélérer le nombre d'opérations de fusion de communes. Globalement, après avoir stagné entre 1846 et 1870, le nombre de communes se met très légèrement à croître, pour atteindre le maximum de 38 014 en 1936. Alors que la révolution industrielle a généralisé l'exode rural à toutes les régions françaises à partir de 1881, et que la Grande Guerre va brutalement accélérer le phénomène dans les montagnes pauvres, les divisions administratives françaises n'évoluent quasiment plus.
La loi municipale de 1884 rendait donc la fierté d'être et l'autonomie aux municipalités tout en leur garantissant une stabilité statutaire. Cette loi fixait une clause de compétence générale pour les communes, en leur octroyant toute compétence pour régler par leurs délibérations toutes les affaires se produisant sur leur territoire. Les gigantesques banquets des maires de France furent, sous la IIIe République, les plus grandes manifestations du régime républicain.
Cependant, la conscience émergea qu'il fallait remédier à un tissu communal par trop dépeuplé et à fiscalité par ce fait incapable de pourvoir partout aux besoins des communes sans quelque subside de l'État. La velléité d'y remédier par la loi, devant le refus d'aucune commune de se fondre avec une commune plus grande et viable, se concrétisa néanmoins en 1971, quand le ministre Raymond Marcellin demanda à chaque préfet de dresser un plan de fusions dans le cadre départemental pour appliquer sa loi sur les regroupements de communes. Malheureusement, sans plan d'ensemble, les préfets agirent très différemment d'un département à l'autre ; ici ils proposèrent aux communes de vastes fusions ne concernant qu'une partie des communes dépeuplées mais en espérant que l'exemple serait suivi par d'autres (Est surtout) ; là ils proposèrent des plans modestes mais partiels et non systématiques (Ouest surtout) ; ailleurs enfin, ils n'osèrent pas toucher à quoi que ce soit alors même qu'ils administraient des départements à multiples communes inférieures à cinquante habitants. Les communes refusèrent la majorité des propositions malgré les incitations financières (majorations de subventions). Seulement 1 316 communes de plein exercice disparurent entre 1968 et 1975. Depuis cette date, trois cents d'entre elles ont réussi à retrouver leur indépendance. Si bien que la France est passée de 41 000 communes sous la Révolution à 37 963 en 1921 et à 36 568 en 2004 (France métropolitaine).
L'établissement du cadastre constitua un autre et réel frein aux fusions de commune en France. Une loi de mars 1790 donnait une définition fiscale des communes. Devant le peu d'empressement des communes à donner des détails sur leur sectionnement et, partant, sur leurs contribuables et ce malgré le décret de novembre leur enjoignant de dresser un tableau détaillé de leurs différentes parties, un autre décret signé en septembre 1791 indiqua aux communes la façon de lever leur plan. Le coût des opérations apparut alors exorbitant aux petites communes : nouveaux retards. C'est le Premier Consul qui bouscula les choses, après un arrêté en 1802 qui lui permit de tirer au sort 1 800 communes, puis jusqu'à plus de 3 000 communes par an. Le territoire des municipalités fut effectivement arpenté à partir des années 1800 (cœur du Bassin parisien tout d'abord), pour se terminer en Corse après 1850. Cette opération permit de dresser un cadastre moderne, fiable et faisant foi auprès de tous les intervenants dans les échanges fonciers. À l'occasion de ces opérations, le pouvoir central poussa à la fusion préalable des petites communes, subodorant qu'une fois le cadastre dressé et vu son prix, peu de communes auraient envie de recommencer l'opération à cause d'une fusion quelconque. C'est en effet ce qui se produisit : un net ralentissement du nombre de fusions intervint partout au moment de l'achèvement du cadastre[réf. incomplète].
Aujourd'hui, la majorité des communes ont les mêmes limites que celles décidées à la Révolution. Aussi, des communes rurales jadis fort peuplées ont-elles aujourd’hui une très faible population, tandis que des bourgs et des villes se sont fort développés en étendant très loin l'emprise de leur agglomération urbaine (rebaptisée aujourd'hui par l'INSEE « unité urbaine »), agglomérations qui ont par conséquent largement transgressé les limites municipales du noyau urbain, rendant l'organisation des transports et des différentes adductions plus compliquée. Le principal exemple est Paris, dont l'agglomération comprend la totalité des communes des trois départements limitrophes de Paris et de nombreuses communes des quatre autres départements de la région.
De nombreux pays d'Europe, autant dans un but de simplification que dans un but d'adaptation à la fois du territoire et de la fiscalité locale au monde contemporain, ont réduit de façon draconienne[non neutre] le nombre de leurs communes. Ainsi l'Allemagne de l'Ouest a réduit le nombre de ses Gemeinden de 24 400 à 8 400 au cours des années 1970. L'Allemagne réunifiée n'en compte que 12 291 pour une population un tiers plus élevée et une superficie un tiers plus petite. De même, la fusion de communes en Belgique a réduit le nombre de 2 359 à 596 en 1975. L'Italie en a 8 048 pour une population comparable et une superficie d'un peu plus de la moitié de celle de la France. En Europe, seule la Suisse a gardé une organisation communale semblable mais un important mouvement de concentration a commencé récemment. Pour apprécier l'écart entre la France et les autres pays européens on peut faire les comparaisons suivantes :
- l'Union européenne en 2004 : 75 000 communes, dont France : 36 568 (soit 49 % du total pour 16 % de la population et 14 % de la superficie).
- les États-Unis d'Amérique : 35 937 communes pour un territoire quatorze fois plus grand et une population cinq fois plus importante (mais attention : les municipalités américaines ne recouvrent qu'une petite partie du territoire et ne regroupent pas la totalité de la population parce qu'elles résultent d'une création volontaire et démocratiquement décidée).

| au 1er janvier (sauf indication contraire) | en métropole (avec, à partir de 2000, évolution par rapport à l'année précédente) | en métropole (avec, à partir de 2000, évolution par rapport à l'année précédente) | dans les DOM (avec, à partir de 2000, évolution par rapport à l'année précédente) | dans les DOM (avec, à partir de 2000, évolution par rapport à l'année précédente) | au total |
| ------------------------------------------ | --------------------------------------------------------------------------------- | --------------------------------------------------------------------------------- | --------------------------------------------------------------------------------- | --------------------------------------------------------------------------------- | -------- |
| 01962                                      | 37 962                                                                            |                                                                                   | 114                                                                               |                                                                                   | 38 076   |
| 01968                                      | 37 708                                                                            |                                                                                   | 115                                                                               |                                                                                   | 37 823   |
| 1975                                       | 36 296                                                                            |                                                                                   | 111                                                                               |                                                                                   | 36 407   |
| 1982                                       | 36 433                                                                            |                                                                                   | 0114                                                                              |                                                                                   | 36 547   |
| 01985                                      | 36 500                                                                            |                                                                                   | 0114                                                                              |                                                                                   | 36 614   |
| 01990                                      | 36 551                                                                            |                                                                                   | 113                                                                               |                                                                                   | 36 664   |
| 1994                                       | 36 559                                                                            |                                                                                   | 114                                                                               |                                                                                   | 36 673   |
| 1999                                       | 36 565                                                                            |                                                                                   | 114                                                                               |                                                                                   | 36 679   |
| 2000                                       | 36 566                                                                            | +1                                                                                | 114                                                                               | =                                                                                 | 36 680   |
| 2001                                       | 36 563                                                                            | -3                                                                                | 114                                                                               | =                                                                                 | 36 677   |
| 2002                                       | 36 565                                                                            | +2                                                                                | 114                                                                               | =                                                                                 | 36 679   |
| 2003                                       | 36 564                                                                            | -1                                                                                | 114                                                                               | =                                                                                 | 36 678   |
| 2004                                       | 36 568                                                                            | +4                                                                                | 114                                                                               | =                                                                                 | 36 682   |
| 2005                                       | 36 570                                                                            | +2                                                                                | 114                                                                               | =                                                                                 | 36 684   |
| 2006                                       | 36 571                                                                            | +1                                                                                | 114                                                                               | =                                                                                 | 36 685   |
| 2007                                       | 36 569                                                                            | -2                                                                                | 114                                                                               | =                                                                                 | 36 683   |
| 2008                                       | 36 569                                                                            | =                                                                                 | 112                                                                               | -2                                                                                | 36 681   |
| 2009                                       | 36 570                                                                            | +1                                                                                | 112                                                                               | =                                                                                 | 36 682   |
| 2010                                       | 36 570                                                                            | =                                                                                 | 112                                                                               | =                                                                                 | 36 682   |
| 2011                                       | 36 568                                                                            | -2                                                                                | 112                                                                               | =                                                                                 | 36 680   |
| 2012                                       | 36 571                                                                            | +3                                                                                | 129                                                                               | +17                                                                               | 36 700   |
| 2013                                       | 36 552                                                                            | -19                                                                               | 129                                                                               | =                                                                                 | 36 681   |
| 2014                                       | 36 552                                                                            | =                                                                                 | 129                                                                               | =                                                                                 | 36 681   |
| 2015                                       | 36 529                                                                            | -23                                                                               | 129                                                                               | =                                                                                 | 36 658   |
| 2016                                       | 35 756                                                                            | -773                                                                              | 129                                                                               | =                                                                                 | 35 885   |
| 2017                                       | 35 287                                                                            | -469                                                                              | 129                                                                               | =                                                                                 | 35 416   |
| 2018                                       | 35 228                                                                            | -59                                                                               | 129                                                                               | =                                                                                 | 35 357   |
| 2019                                       | 34 839                                                                            | -389                                                                              | 129                                                                               | =                                                                                 | 34 968   |
| 2020                                       | 34 839                                                                            | =                                                                                 | 129                                                                               | =                                                                                 | 34 968   |
| 2021                                       | 34 836                                                                            | -3                                                                                | 129                                                                               | =                                                                                 | 34 965   |
| 2022                                       | 34 826                                                                            | -10                                                                               | 129                                                                               | =                                                                                 | 34 955   |
| 2023                                       | 34 816                                                                            | -10                                                                               | 129                                                                               | =                                                                                 | 34 945   |
| 2024                                       | 34 806                                                                            | -10                                                                               | 129                                                                               | =                                                                                 | 34 935   |
| 2025                                       | 34 746                                                                            | -60                                                                               | 129                                                                               | =                                                                                 | 34 875   |

### Année 2006
Après le 1er janvier 2006 :
- le 1er mars 2006 : recréation de Cuisles par détachement de Châtillon-sur-Marne[21](Marne) ;
- le 1er septembre 2006 : fusion d'Argenton-Château, de Boësse et de Sanzay sous le nom d'Argenton-les-Vallées (Deux-Sèvres)[22].

### Année 2007
- le 1er janvier 2007 : recréation de Bosselshausen et de Kirrwiller ; les deux communes avaient fusionné en 1974 et créé Kirrwiller-Bosselshausen[23](Bas-Rhin). Fusion de Tancua dans Morbier (Jura)[24]. Fusion de Frohen-le-Grand et Frohen-le-Petit sous le nom de Frohen-sur-Authie (Somme)[25] ;
- le 28 février 2007 : fusion de Graignes et Le Mesnil-Angot pour former la nouvelle commune de Graignes-Mesnil-Angot (Manche)[26] ;
- le 29 juin 2007 : fusion de Guitalens et Lalbarède pour former la nouvelle commune de Guitalens-L'Albarède (Tarn)[27].

### Année 2008
- le 1er janvier 2008 : création de la commune de Verquigneul, détachée de Béthune (Pas-de-Calais)[28]. Recréation de Saint-Symphorien par retrait de la fusion association avec Hédé et Bazouges-sous-Hédé (Ille-et-Vilaine)[29] ;
- le 12 février 2008 : recréation de la commune de Rosoy, détachée de Sens (Yonne)[30] ;
- le 13 février 2008 : recréation de la commune de Lieoux, détachée de Saint-Gaudens (Haute-Garonne)[31],[32].

### Année 2009
- le 1er janvier 2009 : fusion de Blessey et Saint-Germain-Source-Seine pour former la nouvelle commune de Source-Seine (Côte-d'Or).

### Année 2010
- le 9 décembre 2010 : fusion de Saint-Pol-sur-Mer et Fort-Mardyck, qui deviennent communes associées, avec Dunkerque.

### Année 2011
- le 1er janvier 2011 : la France comptait 36 680 communes en métropole et DOM (dont 36 368 en France métropolitaine[33], 69 dans les collectivités d'outre-mer et 33 en Nouvelle-Calédonie[7]). En France métropolitaine et dans départements d'outre-mer, 35 041 communes étaient membres d'un établissement public de coopération intercommunale (EPCI) dit à fiscalité propre : 424 étaient membres d'une communauté urbaine (CU) ; 3290, d'une communauté d'agglomération (CA) ; 31298, d'une des communautés de communes (CC) ; et 29, d'un syndicat d'agglomération nouvelle (SAN)[34],[35].

### Année 2012
Le 1er janvier 2012, la France comptait 36 700 communes soit vingt communes de plus qu'au 1er janvier 2011 : trois de plus en métropole et les 17 communes du nouveau département de Mayotte.
- 2 créations entraînant 4 suppressions :
  - Eure-et-Loir : Bleury-Saint-Symphorien née de la fusion des deux communes : Bleury et Saint-Symphorien-le-Château
  - Seine-Maritime : Bois-Guillaume-Bihorel née de la fusion des deux communes : Bihorel et Bois-Guillaume
- Il faut ajouter aussi le rétablissement de 5 communes, toutes dans la Haute-Marne.
  - Avrecourt quitte la commune du Val-de-Meuse
  - Saulxures quitte la commune du Val-de-Meuse
  - Suppression de la commune de Terre-Natale : rétablissement de Chézeaux et de Varennes-sur-Amance
  - Suppression de la commune de Robert-Magny-Laneuville-à-Rémy : rétablissement de Robert-Magny et de Laneuville-à-Rémy
  - Lavilleneuve-au-Roi quitte la commune d'Autreville-sur-la-Renne

### Année 2013
Le 1er janvier 2013, la France est passée de 36 700 communes à 36 681 :
- 10 créations et 29 suppressions :
  - Hautes-Alpes :
    - Dévoluy est née de la fusion des quatre communes : Agnières-en-Dévoluy, La Cluse, Saint-Disdier et Saint-Étienne-en-Dévoluy
    - Saint-Bonnet-en-Champsaur née de la fusion des trois communes : Bénévent-et-Charbillac, Les Infournas et Saint-Bonnet-en-Champsaur

  - Maine-et-Loire :
    - Chemillé-Melay est née de la fusion des deux communes : Chemillé et Melay
    - Clefs-Val-d'Anjou est née de la fusion des deux communes : Clefs et Vaulandry
    - Baugé-en-Anjou est née de la fusion des cinq communes : Baugé, Montpollin, Pontigné, Saint-Martin-d'Arcé et Le Vieil-Baugé

  - Rhône :
    - Saint-Germain-Nuelles est née de la fusion des deux communes : Saint-Germain-sur-l'Arbresle et Nuelles
    - Thizy-les-Bourgs est née de la fusion des cinq communes : Thizy, Bourg-de-Thizy, La Chapelle-de-Mardore, Mardore et Marnand

  - Deux-Sèvres :
    - Beaussais-Vitré est née de la fusion des deux communes : Beaussais et Vitré
    - Voulmentin est née de la fusion des deux communes : Saint-Clémentin et Voultegon

  - Vosges :
    - Fontenoy-le-Château née de la fusion des deux communes : Fontenoy-le-Château et Le Magny

Le 28 février 2013, la France est passée de 36 681 communes à 36 680 à la suite de la fusion de Pautaines-Augeville avec Épizon dans la Haute-Marne qui prend le statut de « commune nouvelle ».

### Année 2014
Le 1er janvier 2014, la France est passée de 36 680 communes à 36 681 à la suite de la défusion de Bois-Guillaume-Bihorel, ce qui a amené la recréation des deux communes Bihorel et Bois-Guillaume.
Le 1er juillet 2014, la France est passée de 36 681 communes à 36 682 à la suite de la défusion de Loisey-Culey, ce qui a amené la recréation des deux communes Culey et Loisey du département de la Meuse.

### Année 2015
Au 1er janvier 2015, la France comptait 36 658 communes dont 36 529 en France métropolitaine et 129 dans les DOM. En effet aux 36 553 communes existant au 31 décembre 2014 en France métropolitaine viennent s'ajouter 13 communes nouvelles et se retrancher 37 anciennes communes regroupées pour constituer ces communes nouvelles. Dans le courant de l'année 2015 sont créées 24 communes nouvelles (dont les 11 au 1er janvier 2015) regroupant 113 anciennes communes. Les 6 communes de Maine-et-Loire créées le 15 décembre 2015 regroupent à elles-seules 63 anciennes communes.
| Année | Date              | France métropolitaine | France métropolitaine | France métropolitaine | France métropolitaine | DOM | France entière |
| Année | Date              | Communes nouvelles    | Communes nouvelles | Communes regroupées   | Nb total communes     | DOM | France entière |
| Année | Date              | Nb                    | Nom | Communes regroupées   | Nb total communes     | DOM | France entière |
| ----- | ----------------- | --------------------- | --- | --------------------- | --------------------- | --- | -------------- |
|       | 31 décembre 2014  | 31 décembre 2014      | 31 décembre 2014 | 31 décembre 2014      | 36 553                | 129 | 36 682         |
| 2015  | 1er janvier 2015  | 13                    | Notre-Dame-d'Estrées-Corbon (14) - Les Auxons (25) - Goussainville (28) - Eclose-Badinières (38) - Saint-Crépin-Ibouvillers (60) - Tinchebray-Bocage (61) - Boischampré (61) - Montsecret-Clairefougère (61) - Vaugneray (69) - Clux-Villeneuve (71) - Villeneuve-en-Perseigne (72) - Saint-Offenge (73) - Orvanne (77) | 37                    | 36 529                | 129 | 36 658         |
| 2015  | 15 septembre 2015 | 1                     | Douzy (08) | 2                     | 36 528                | 129 | 36 657         |
| 2015  | 15 décembre 2015  | 7                     | Beaupréau-en-Mauges (49) - Orée d'Anjou (49) - Chemillé-en-Anjou (49) - Montrevault-sur-Èvre (49) - Mauges-sur-Loire (49) - Sèvremoine (49) - La Romaine (70) | 66                    | 36 469                | 129 | 36 598         |
| 2015  | 28 décembre 2015  | 1                     | Erdre-en-Anjou (49) | 4                     | 36 466                | 129 | 36 595         |
| 2015  | 31 décembre 2015  | 2                     | Saint-Antoine-l'Abbaye (38) - Val-du-Layon (49) | 4                     | 36 464                | 129 | 36 593         |
| 2015  | Total             | 24                    | | 113                   |                       |     |                |

### Année 2016
Au 1er janvier 2016, la France comptait 35 885 communes dont 35 756 en France métropolitaine et 129 dans les DOM. En effet aux 36 464 communes existant au 31 décembre 2015 viennent s'ajouter 306 communes nouvelles et se retrancher 1 014 anciennes communes regroupées pour constituer ces communes nouvelles. Dans le courant de l'année 2016 sont créées 325 communes nouvelles (dont les 306 au 1er janvier 2016) regroupant 1 111 anciennes communes.
| Année | Date               | France métropolitaine | France métropolitaine | France métropolitaine | DOM | France entière |
| Année | Date               | communes nouvelles    | communes regroupées   | Nb total communes     | DOM | France entière |
| ----- | ------------------ | --------------------- | --------------------- | --------------------- | --- | -------------- |
|       | 31 décembre 2015   | 31 décembre 2015      | 31 décembre 2015      | 36 464                | 129 | 36 593         |
| 2016  | 1er janvier 2016   | 306                   | 1014                  | 35 756                | 129 | 35 885         |
| 2016  | 12 janvier 2016    | 1                     | 2                     | 35 755                | 129 | 35 884         |
| 2016  | 1er mars 2016      | 1                     | 2                     | 35 754                | 129 | 35 883         |
| 2016  | 1er avril 2016     | 2                     | 5                     | 35 751                | 129 | 35 880         |
| 2016  | 1er juin 2016      | 4                     | 9                     | 35 746                | 129 | 35 875         |
| 2016  | 1er septembre 2016 | 1                     | 2                     | 35 745                | 129 | 35 874         |
| 2016  | 1er octobre 2016   | 1                     | 3                     | 35 743                | 129 | 35 872         |
| 2016  | 1er décembre 2016  | 1                     | 5                     | 35 739                | 129 | 35 868         |
| 2016  | 15 décembre 2016   | 7                     | 61                    | 35 685                | 129 | 35 814         |
| 2016  | 30 décembre 2016   | 1                     | 8                     | 35 678                | 129 | 35 807         |
| Total |                    | 325                   | 1 111                 |                       |     |                |

### Année 2017
Au 1er janvier 2017, la France compte 35 416 communes dont 35 287 en France métropolitaine et 129 dans les DOM.
| Année | Date             | France métropolitaine | France métropolitaine | France métropolitaine | DOM | Total  |
| Année | Date             | communes nouvelles    | communes regroupées   | Nb total communes     | DOM | Total  |
| ----- | ---------------- | --------------------- | --------------------- | --------------------- | --- | ------ |
|       | 31 décembre 2016 | 31 décembre 2016      | 31 décembre 2016      | 35 678                | 129 | 35 807 |
| 2017  | 1er janvier 2017 | 181                   | 573                   | 35 287                | 129 | 35 416 |
| 2017  | 1er juillet 2017 | 1                     | 3                     | 35 285                | 129 | 35 414 |
| 2017  | Total            | 182                   | 576                   |                       |     |        |

### Année 2018
Au 1er mars 2018, la France compte 35 356 communes dont 35 227 en France métropolitaine et 129 dans les DOM.
| Année | Date             | France métropolitaine | France métropolitaine | France métropolitaine | DOM | Total  |
| Année | Date             | communes nouvelles    | communes regroupées   | Nb total communes     | DOM | Total  |
| ----- | ---------------- | --------------------- | --------------------- | --------------------- | --- | ------ |
|       | 31 décembre 2017 | 31 décembre 2017      | 31 décembre 2017      | 35 285                | 129 | 35 414 |
| 2018  | 1er janvier 2018 | 36                    | 93                    | 35 228                | 129 | 35 357 |
| 2018  | 1er mars 2018    | 1                     | 2                     | 35 227                | 129 | 35 356 |
| 2018  | Total            | 37                    | 95                    |                       |     |        |

### Année 2019
Au 31 décembre 2019, la France compte 34 968 communes dont 34 839 en France métropolitaine et 129 dans les DOM à la suite de l'annulation de la fusion des communes de Troarn et Sannerville.
| Année | Date             | France métropolitaine | France métropolitaine | France métropolitaine | DOM | Total  |
| Année | Date             | communes nouvelles    | communes regroupées   | Nb total communes     | DOM | Total  |
| ----- | ---------------- | --------------------- | --------------------- | --------------------- | --- | ------ |
|       | 31 décembre 2018 | 31 décembre 2018      | 31 décembre 2018      | 35 227                | 129 | 35 356 |
| 2019  | 1er janvier 2019 | 238                   | 624                   | 34 841                | 129 | 34 970 |
| 2019  | 28 février 2019  | 2                     | 4                     | 34 839                | 129 | 34 968 |
| 2019  | 1er mars 2019    | 1                     | 2                     | 34 838                | 129 | 34 967 |
| 2019  | 31 décembre 2019 | - 1                   | - 2                   | 34 839                | 129 | 34 968 |
| 2019  | Total            | 241                   | 630                   |                       |     |        |

### Année 2020
Il n'y a eu aucune fusion en 2020, principalement car il s'agissait d'une année avec des élections municipales. Donc la France compte 34 968 communes du 1er janvier 2020 au 31 décembre 2020.

### Année 2021
Au 1er janvier 2021, la France compte 34 965 communes dont 34 836 en France métropolitaine et 129 dans les DOM.
| Année | Date             | France métropolitaine | France métropolitaine | France métropolitaine | DOM | Total  |
| Année | Date             | communes nouvelles    | communes regroupées   | Nb total communes     | DOM | Total  |
| ----- | ---------------- | --------------------- | --------------------- | --------------------- | --- | ------ |
|       | 31 décembre 2020 | 31 décembre 2020      | 31 décembre 2020      | 34 839                | 129 | 34 968 |
| 2021  | 1er janvier 2021 | 2                     | 5                     | 34 836                | 129 | 34 965 |

### Année 2022
Au 1er janvier 2022, la France compte 34 955 communes dont 34 826 en France métropolitaine et 129 dans les DOM.
| Année | Date             | France métropolitaine | France métropolitaine | France métropolitaine | DOM | Total  |
| Année | Date             | communes nouvelles    | communes regroupées   | Nb total communes     | DOM | Total  |
| ----- | ---------------- | --------------------- | --------------------- | --------------------- | --- | ------ |
|       | 31 décembre 2021 | 31 décembre 2021      | 31 décembre 2021      | 34 836                | 129 | 34 965 |
| 2022  | 1er janvier 2022 | 9                     | 19                    | 34 826                | 129 | 34 955 |

### Année 2023
Au 1er janvier 2023, la France compte 34 945 communes dont 34 816 en France métropolitaine et 129 dans les DOM.
| Année | Date             | France métropolitaine | France métropolitaine | France métropolitaine | DOM | Total  |
| Année | Date             | communes nouvelles    | communes regroupées   | Nb total communes     | DOM | Total  |
| ----- | ---------------- | --------------------- | --------------------- | --------------------- | --- | ------ |
|       | 31 décembre 2022 | 31 décembre 2022      | 31 décembre 2022      | 34 826                | 129 | 34 955 |
| 2023  | 1er janvier 2023 | 8                     | 18                    | 34 816                | 129 | 34 945 |

### Année 2024
Au 1er janvier 2024, la France compte 34 935 communes, en tant que circonscriptions administratives, dont 34 806 en France métropolitaine et 129 dans les DOM. Il y a par contre 34 934 communes en tant que collectivités territoriales de droit commun et la Ville de Paris, collectivité à statut particulier.
Trois communes quittent le périmètre d'une commune nouvelle : Beaumont-les-Nonains en commune séparée des Hauts-Talican, L'Oie et Sainte-Florence en communes séparées des Essarts-en-Bocage.
| Année | Date             | France métropolitaine | France métropolitaine | France métropolitaine | France métropolitaine | DOM | Total  |
| Année | Date             | communes nouvelles    | communes regroupées   | communes rétablies    | Nb total communes     | DOM | Total  |
| ----- | ---------------- | --------------------- | --------------------- | --------------------- | --------------------- | --- | ------ |
|       | 31 décembre 2023 | 31 décembre 2023      | 31 décembre 2023      | 31 décembre 2023      | 34 816                | 129 | 34 945 |
| 2024  | 1er janvier 2024 | 11                    | 24                    | 3                     | 34 806                | 129 | 34 935 |

Sont dénombrées également 483 communes associées et 2 081 communes déléguées.

### Année 2025
Au 1er janvier 2025, la France compte 34 875 communes, en tant que circonscriptions administratives, dont 34 746 en France métropolitaine et 129 dans les DOM. Il y a par contre 34 874 communes en tant que collectivités territoriales de droit commun et la Ville de Paris, collectivité à statut particulier.
À la même date, quatre communes quittent le périmètre d'une commune nouvelle : Celles, Chalinargues, Chavagnac et Sainte-Anastasie, se détachent de la commune nouvelle de Neussargues en Pinatelle (département du Cantal), à laquelle elles avaient été intégrées en 2016.
| Année | Date             | France métropolitaine | France métropolitaine | France métropolitaine | France métropolitaine | DOM | Total  |
| Année | Date             | communes nouvelles    | communes regroupées   | communes rétablies    | Nb total communes     | DOM | Total  |
| ----- | ---------------- | --------------------- | --------------------- | --------------------- | --------------------- | --- | ------ |
|       | 31 décembre 2024 | 31 décembre 2024      | 31 décembre 2024      | 31 décembre 2024      | 34 806                | 129 | 34 935 |
| 2025  | 1er janvier 2025 | 46                    | 110                   | 4                     | 34 746                | 129 | 34 875 |

## Nombre de communes par département

Carte du nombre de communes par département au 1 janvier 2014.

Les départements au nord et à l'est de la France comptent plus de communes que ceux situés au sud et à l'ouest. Les départements et collectivités d'outre-mer sont moins divisés qu'en France métropolitaine. Paris et les départements de la petite couronne, du fait de leur faible superficie, en comptent beaucoup moins.
Répartition des communes des 101 départements français et de la métropole de Lyon
| no               | Département             | Nombre de communes au 1er janvier de chaque année | Nombre de communes au 1er janvier de chaque année | Nombre de communes au 1er janvier de chaque année | Nombre de communes au 1er janvier de chaque année | Nombre de communes au 1er janvier de chaque année | Nombre de communes au 1er janvier de chaque année | Nombre de communes au 1er janvier de chaque année | Nombre de communes au 1er janvier de chaque année | Nombre de communes au 1er janvier de chaque année | Nombre de communes au 1er janvier de chaque année | Nombre de communes au 1er janvier de chaque année |
| no               | Département             | 2022                                              | 2021                                              | 2020                                              | 2019                                              | 2018                                              | 2017                                              | 2016                                              | 2015                                              | 2014                                              | 1999                                              | 1994                                              |
| Total du tableau | Total du tableau        | 34 955                                            | 34 965                                            | 34 968                                            | 34 970                                            | 35 357                                            | 35 416                                            | 35 885                                            | 36 658                                            | 36 681                                            | 36 696                                            | 36 690                                            |
| ---------------- | ----------------------- | ------------------------------------------------- | ------------------------------------------------- | ------------------------------------------------- | ------------------------------------------------- | ------------------------------------------------- | ------------------------------------------------- | ------------------------------------------------- | ------------------------------------------------- | ------------------------------------------------- | ------------------------------------------------- | ------------------------------------------------- |
| 01               | Ain                     | 393                                               | 393                                               | 393                                               | 393                                               | 407                                               | 408                                               | 410                                               | 419                                               | 419                                               | 419                                               | 419                                               |
| 02               | Aisne                   | 799                                               | 800                                               | 800                                               | 800                                               | 804                                               | 804                                               | 805                                               | 816                                               | 816                                               | 816                                               | 816                                               |
| 03               | Allier                  | 317                                               | 317                                               | 317                                               | 317                                               | 317                                               | 317                                               | 318                                               | 320                                               | 320                                               | 320                                               | 320                                               |
| 04               | Alpes-de-Haute-Provence | 198                                               | 198                                               | 198                                               | 198                                               | 198                                               | 198                                               | 199                                               | 200                                               | 200                                               | 200                                               | 200                                               |
| 05               | Hautes-Alpes            | 162                                               | 162                                               | 162                                               | 162                                               | 163                                               | 167                                               | 168                                               | 172                                               | 172                                               | 177                                               | 177                                               |
| 06               | Alpes-Maritimes         | 163                                               | 163                                               | 163                                               | 163                                               | 163                                               | 163                                               | 163                                               | 163                                               | 163                                               | 163                                               | 163                                               |
| 07               | Ardèche                 | 335                                               | 335                                               | 335                                               | 335                                               | 339                                               | 339                                               | 339                                               | 339                                               | 339                                               | 339                                               | 339                                               |
| 08               | Ardennes                | 449                                               | 449                                               | 449                                               | 449                                               | 452                                               | 452                                               | 457                                               | 463                                               | 463                                               | 463                                               | 463                                               |
| 09               | Ariège                  | 327                                               | 327                                               | 327                                               | 327                                               | 331                                               | 331                                               | 332                                               | 332                                               | 332                                               | 332                                               | 332                                               |
| 10               | Aube                    | 431                                               | 431                                               | 431                                               | 431                                               | 431                                               | 431                                               | 431                                               | 433                                               | 433                                               | 431                                               | 431                                               |
| 11               | Aude                    | 433                                               | 433                                               | 433                                               | 433                                               | 436                                               | 436                                               | 436                                               | 438                                               | 438                                               | 438                                               | 438                                               |
| 12               | Aveyron                 | 285                                               | 285                                               | 285                                               | 285                                               | 285                                               | 285                                               | 286                                               | 304                                               | 304                                               | 304                                               | 304                                               |
| 13               | Bouches-du-Rhône        | 119                                               | 119                                               | 119                                               | 119                                               | 119                                               | 119                                               | 119                                               | 119                                               | 119                                               | 119                                               | 119                                               |
| 14               | Calvados                | 528                                               | 528                                               | 528                                               | 527                                               | 537                                               | 538                                               | 621                                               | 705                                               | 706                                               | 705                                               | 705                                               |
| 15               | Cantal                  | 246                                               | 246                                               | 246                                               | 246                                               | 247                                               | 247                                               | 255                                               | 260                                               | 260                                               | 260                                               | 260                                               |
| 16               | Charente                | 364                                               | 365                                               | 366                                               | 366                                               | 381                                               | 383                                               | 394                                               | 404                                               | 404                                               | 404                                               | 405                                               |
| 17               | Charente-Maritime       | 463                                               | 463                                               | 463                                               | 463                                               | 465                                               | 469                                               | 469                                               | 472                                               | 472                                               | 472                                               | 472                                               |
| 18               | Cher                    | 287                                               | 287                                               | 287                                               | 287                                               | 290                                               | 290                                               | 290                                               | 290                                               | 290                                               | 290                                               | 290                                               |
| 19               | Corrèze                 | 279                                               | 280                                               | 280                                               | 280                                               | 283                                               | 283                                               | 285                                               | 286                                               | 286                                               | 286                                               | 286                                               |
| 2A               | Corse-du-Sud            | 124                                               | 124                                               | 124                                               | 124                                               | 124                                               | 124                                               | 124                                               | 124                                               | 124                                               | 124                                               | 124                                               |
| 2B               | Haute-Corse             | 236                                               | 236                                               | 236                                               | 236                                               | 236                                               | 236                                               | 236                                               | 236                                               | 236                                               | 236                                               | 236                                               |
| 21               | Côte-d'Or               | 698                                               | 698                                               | 698                                               | 700                                               | 704                                               | 704                                               | 705                                               | 706                                               | 706                                               | 707                                               | 707                                               |
| 22               | Côtes-d'Armor           | 348                                               | 348                                               | 348                                               | 348                                               | 355                                               | 356                                               | 362                                               | 373                                               | 373                                               | 372                                               | 372                                               |
| 23               | Creuse                  | 256                                               | 256                                               | 256                                               | 256                                               | 258                                               | 258                                               | 259                                               | 260                                               | 260                                               | 260                                               | 260                                               |
| 24               | Dordogne                | 503                                               | 505                                               | 505                                               | 505                                               | 520                                               | 520                                               | 545                                               | 557                                               | 557                                               | 557                                               | 557                                               |
| 25               | Doubs                   | 571                                               | 573                                               | 573                                               | 573                                               | 576                                               | 578                                               | 585                                               | 593                                               | 594                                               | 594                                               | 594                                               |
| 26               | Drôme                   | 363                                               | 364                                               | 364                                               | 364                                               | 367                                               | 367                                               | 367                                               | 369                                               | 369                                               | 370                                               | 370                                               |
| 27               | Eure                    | 585                                               | 585                                               | 585                                               | 585                                               | 596                                               | 602                                               | 617                                               | 675                                               | 675                                               | 675                                               | 676                                               |
| 28               | Eure-et-Loir            | 365                                               | 365                                               | 365                                               | 365                                               | 373                                               | 375                                               | 391                                               | 401                                               | 402                                               | 403                                               | 403                                               |
| 29               | Finistère               | 277                                               | 277                                               | 277                                               | 277                                               | 279                                               | 279                                               | 281                                               | 283                                               | 283                                               | 283                                               | 283                                               |
| 30               | Gard                    | 351                                               | 351                                               | 351                                               | 351                                               | 353                                               | 353                                               | 353                                               | 353                                               | 353                                               | 353                                               | 353                                               |
| 31               | Haute-Garonne           | 586                                               | 586                                               | 586                                               | 586                                               | 587                                               | 588                                               | 589                                               | 589                                               | 589                                               | 588                                               | 588                                               |
| 32               | Gers                    | 461                                               | 461                                               | 461                                               | 461                                               | 462                                               | 462                                               | 462                                               | 463                                               | 463                                               | 463                                               | 463                                               |
| 33               | Gironde                 | 535                                               | 535                                               | 535                                               | 535                                               | 538                                               | 538                                               | 540                                               | 542                                               | 542                                               | 542                                               | 542                                               |
| 34               | Hérault                 | 342                                               | 342                                               | 342                                               | 342                                               | 343                                               | 343                                               | 343                                               | 343                                               | 343                                               | 343                                               | 343                                               |
| 35               | Ille-et-Vilaine         | 333                                               | 333                                               | 333                                               | 333                                               | 345                                               | 345                                               | 351                                               | 353                                               | 353                                               | 352                                               | 352                                               |
| 36               | Indre                   | 241                                               | 241                                               | 241                                               | 241                                               | 243                                               | 243                                               | 243                                               | 247                                               | 247                                               | 247                                               | 247                                               |
| 37               | Indre-et-Loire          | 272                                               | 272                                               | 272                                               | 272                                               | 272                                               | 273                                               | 277                                               | 277                                               | 277                                               | 277                                               | 277                                               |
| 38               | Isère                   | 512                                               | 512                                               | 512                                               | 512                                               | 521                                               | 521                                               | 526                                               | 532                                               | 533                                               | 533                                               | 533                                               |
| 39               | Jura                    | 494                                               | 494                                               | 494                                               | 494                                               | 506                                               | 509                                               | 528                                               | 544                                               | 544                                               | 545                                               | 545                                               |
| 40               | Landes                  | 327                                               | 327                                               | 327                                               | 327                                               | 330                                               | 330                                               | 331                                               | 331                                               | 331                                               | 331                                               | 331                                               |
| 41               | Loir-et-Cher            | 267                                               | 267                                               | 267                                               | 267                                               | 272                                               | 276                                               | 283                                               | 291                                               | 291                                               | 291                                               | 291                                               |
| 42               | Loire                   | 323                                               | 323                                               | 323                                               | 323                                               | 326                                               | 326                                               | 326                                               | 327                                               | 327                                               | 327                                               | 327                                               |
| 43               | Haute-Loire             | 257                                               | 257                                               | 257                                               | 257                                               | 257                                               | 257                                               | 258                                               | 260                                               | 260                                               | 260                                               | 260                                               |
| 44               | Loire-Atlantique        | 207                                               | 207                                               | 207                                               | 207                                               | 208                                               | 212                                               | 212                                               | 221                                               | 221                                               | 221                                               | 221                                               |
| 45               | Loiret                  | 325                                               | 325                                               | 325                                               | 326                                               | 326                                               | 326                                               | 327                                               | 334                                               | 334                                               | 334                                               | 334                                               |
| 46               | Lot                     | 313                                               | 313                                               | 313                                               | 313                                               | 320                                               | 322                                               | 326                                               | 340                                               | 340                                               | 340                                               | 340                                               |
| 47               | Lot-et-Garonne          | 319                                               | 319                                               | 319                                               | 319                                               | 319                                               | 319                                               | 319                                               | 319                                               | 319                                               | 317                                               | 317                                               |
| 48               | Lozère                  | 152                                               | 152                                               | 152                                               | 152                                               | 158                                               | 158                                               | 176                                               | 185                                               | 185                                               | 185                                               | 185                                               |
| 49               | Maine-et-Loire          | 177                                               | 177                                               | 177                                               | 177                                               | 183                                               | 186                                               | 250                                               | 357                                               | 357                                               | 364                                               | 364                                               |
| 50               | Manche                  | 446                                               | 446                                               | 446                                               | 446                                               | 476                                               | 477                                               | 516                                               | 601                                               | 601                                               | 602                                               | 602                                               |
| 51               | Marne                   | 613                                               | 613                                               | 613                                               | 613                                               | 613                                               | 616                                               | 617                                               | 620                                               | 620                                               | 619                                               | 619                                               |
| 52               | Haute-Marne             | 426                                               | 426                                               | 426                                               | 426                                               | 427                                               | 427                                               | 429                                               | 437                                               | 437                                               | 432                                               | 431                                               |
| 53               | Mayenne                 | 240                                               | 240                                               | 242                                               | 242                                               | 254                                               | 255                                               | 258                                               | 261                                               | 261                                               | 261                                               | 261                                               |
| 54               | Meurthe-et-Moselle      | 591                                               | 591                                               | 591                                               | 591                                               | 592                                               | 592                                               | 594                                               | 594                                               | 594                                               | 594                                               | 593                                               |
| 55               | Meuse                   | 499                                               | 499                                               | 499                                               | 499                                               | 501                                               | 501                                               | 501                                               | 501                                               | 500                                               | 498                                               | 499                                               |
| 56               | Morbihan                | 249                                               | 250                                               | 250                                               | 250                                               | 253                                               | 253                                               | 256                                               | 261                                               | 261                                               | 261                                               | 261                                               |
| 57               | Moselle                 | 725                                               | 725                                               | 725                                               | 725                                               | 727                                               | 727                                               | 729                                               | 730                                               | 730                                               | 730                                               | 727                                               |
| 58               | Nièvre                  | 309                                               | 309                                               | 309                                               | 309                                               | 309                                               | 309                                               | 310                                               | 312                                               | 312                                               | 312                                               | 312                                               |
| 59               | Nord                    | 648                                               | 648                                               | 648                                               | 648                                               | 648                                               | 648                                               | 648                                               | 650                                               | 650                                               | 653                                               | 652                                               |
| 60               | Oise                    | 679                                               | 679                                               | 679                                               | 679                                               | 686                                               | 687                                               | 690                                               | 692                                               | 693                                               | 693                                               | 693                                               |
| 61               | Orne                    | 385                                               | 385                                               | 385                                               | 385                                               | 389                                               | 394                                               | 413                                               | 495                                               | 505                                               | 507                                               | 507                                               |
| 62               | Pas-de-Calais           | 890                                               | 890                                               | 890                                               | 890                                               | 891                                               | 891                                               | 893                                               | 895                                               | 895                                               | 894                                               | 895                                               |
| 63               | Puy-de-Dôme             | 464                                               | 464                                               | 464                                               | 464                                               | 467                                               | 467                                               | 467                                               | 470                                               | 470                                               | 470                                               | 470                                               |
| 64               | Pyrénées-Atlantiques    | 546                                               | 546                                               | 546                                               | 546                                               | 546                                               | 546                                               | 547                                               | 547                                               | 547                                               | 545                                               | 543                                               |
| 65               | Hautes-Pyrénées         | 469                                               | 469                                               | 469                                               | 469                                               | 470                                               | 470                                               | 472                                               | 474                                               | 474                                               | 474                                               | 474                                               |
| 66               | Pyrénées-Orientales     | 226                                               | 226                                               | 226                                               | 226                                               | 226                                               | 226                                               | 226                                               | 226                                               | 226                                               | 226                                               | 226                                               |
| 67               | Bas-Rhin                | 514                                               | 514                                               | 514                                               | 514                                               | 516                                               | 517                                               | 518                                               | 527                                               | 527                                               | 526                                               | 526                                               |
| 68               | Haut-Rhin               | 366                                               | 366                                               | 366                                               | 366                                               | 366                                               | 366                                               | 366                                               | 377                                               | 377                                               | 375                                               | 375                                               |
| 69D              | Rhône                   | 208                                               | 208                                               | 208                                               | 208                                               | 219                                               | 221                                               | 226                                               | 228                                               | 288                                               | 293                                               | 293                                               |
| 69M              | Métropole de Lyon       | 59                                                | 59                                                | 59                                                | 59                                                | 59                                                | 59                                                | 59                                                | 59                                                | [ l ]                                             | [ l ]                                             | [ l ]                                             |
| 70               | Haute-Saône             | 539                                               | 539                                               | 539                                               | 539                                               | 542                                               | 542                                               | 543                                               | 545                                               | 545                                               | 545                                               | 545                                               |
| 71               | Saône-et-Loire          | 565                                               | 565                                               | 565                                               | 565                                               | 567                                               | 567                                               | 570                                               | 572                                               | 573                                               | 573                                               | 574                                               |
| 72               | Sarthe                  | 354                                               | 354                                               | 354                                               | 354                                               | 360                                               | 361                                               | 368                                               | 370                                               | 375                                               | 375                                               | 375                                               |
| 73               | Savoie                  | 273                                               | 273                                               | 273                                               | 273                                               | 285                                               | 285                                               | 292                                               | 304                                               | 305                                               | 305                                               | 305                                               |
| 74               | Haute-Savoie            | 279                                               | 279                                               | 279                                               | 279                                               | 281                                               | 281                                               | 290                                               | 294                                               | 294                                               | 293                                               | 292                                               |
| 75               | Paris                   | 1                                                 | 1                                                 | 1                                                 | 1                                                 | 1                                                 | 1                                                 | 1                                                 | 1                                                 | 1                                                 | 1                                                 | 1                                                 |
| 76               | Seine-Maritime          | 708                                               | 708                                               | 708                                               | 708                                               | 711                                               | 711                                               | 718                                               | 745                                               | 745                                               | 745                                               | 745                                               |
| 77               | Seine-et-Marne          | 507                                               | 507                                               | 507                                               | 507                                               | 510                                               | 510                                               | 511                                               | 513                                               | 514                                               | 514                                               | 514                                               |
| 78               | Yvelines                | 259                                               | 259                                               | 259                                               | 259                                               | 262                                               | 262                                               | 262                                               | 262                                               | 262                                               | 262                                               | 262                                               |
| 79               | Deux-Sèvres             | 256                                               | 256                                               | 256                                               | 256                                               | 290                                               | 293                                               | 297                                               | 303                                               | 303                                               | 308                                               | 308                                               |
| 80               | Somme                   | 772                                               | 772                                               | 772                                               | 772                                               | 779                                               | 779                                               | 782                                               | 782                                               | 782                                               | 783                                               | 783                                               |
| 81               | Tarn                    | 314                                               | 314                                               | 314                                               | 314                                               | 319                                               | 319                                               | 320                                               | 323                                               | 323                                               | 324                                               | 324                                               |
| 82               | Tarn-et-Garonne         | 195                                               | 195                                               | 195                                               | 195                                               | 195                                               | 195                                               | 195                                               | 195                                               | 195                                               | 195                                               | 195                                               |
| 83               | Var                     | 153                                               | 153                                               | 153                                               | 153                                               | 153                                               | 153                                               | 153                                               | 153                                               | 153                                               | 153                                               | 153                                               |
| 84               | Vaucluse                | 151                                               | 151                                               | 151                                               | 151                                               | 151                                               | 151                                               | 151                                               | 151                                               | 151                                               | 151                                               | 151                                               |
| 85               | Vendée                  | 257                                               | 258                                               | 258                                               | 258                                               | 267                                               | 267                                               | 269                                               | 282                                               | 282                                               | 283                                               | 283                                               |
| 86               | Vienne                  | 266                                               | 266                                               | 266                                               | 266                                               | 274                                               | 274                                               | 280                                               | 281                                               | 281                                               | 281                                               | 281                                               |
| 87               | Haute-Vienne            | 195                                               | 195                                               | 195                                               | 195                                               | 200                                               | 200                                               | 200                                               | 201                                               | 201                                               | 201                                               | 201                                               |
| 88               | Vosges                  | 507                                               | 507                                               | 507                                               | 507                                               | 507                                               | 507                                               | 510                                               | 514                                               | 514                                               | 515                                               | 516                                               |
| 89               | Yonne                   | 423                                               | 423                                               | 423                                               | 423                                               | 428                                               | 428                                               | 434                                               | 455                                               | 455                                               | 453                                               | 451                                               |
| 90               | Territoire de Belfort   | 101                                               | 101                                               | 101                                               | 101                                               | 102                                               | 102                                               | 102                                               | 102                                               | 102                                               | 102                                               | 101                                               |
| 91               | Essonne                 | 194                                               | 194                                               | 194                                               | 194                                               | 196                                               | 196                                               | 196                                               | 196                                               | 196                                               | 196                                               | 196                                               |
| 92               | Hauts-de-Seine          | 36                                                | 36                                                | 36                                                | 36                                                | 36                                                | 36                                                | 36                                                | 36                                                | 36                                                | 36                                                | 36                                                |
| 93               | Seine-Saint-Denis       | 40                                                | 40                                                | 40                                                | 40                                                | 40                                                | 40                                                | 40                                                | 40                                                | 40                                                | 40                                                | 40                                                |
| 94               | Val-de-Marne            | 47                                                | 47                                                | 47                                                | 47                                                | 47                                                | 47                                                | 47                                                | 47                                                | 47                                                | 47                                                | 47                                                |
| 95               | Val-d'Oise              | 184                                               | 184                                               | 184                                               | 184                                               | 184                                               | 185                                               | 185                                               | 185                                               | 185                                               | 185                                               | 185                                               |
| 971              | Guadeloupe              | 32                                                | 32                                                | 32                                                | 32                                                | 32                                                | 32                                                | 32                                                | 32                                                | 32                                                | 34                                                | 34                                                |
| 972              | Martinique              | 34                                                | 34                                                | 34                                                | 34                                                | 34                                                | 34                                                | 34                                                | 34                                                | 34                                                | 34                                                | 34                                                |
| 973              | Guyane                  | 22                                                | 22                                                | 22                                                | 22                                                | 22                                                | 22                                                | 22                                                | 22                                                | 22                                                | 22                                                | 22                                                |
| 974              | La Réunion              | 24                                                | 24                                                | 24                                                | 24                                                | 24                                                | 24                                                | 24                                                | 24                                                | 24                                                | 24                                                | 24                                                |
| 976              | Mayotte                 | 17                                                | 17                                                | 17                                                | 17                                                | 17                                                | 17                                                | 17                                                | 17                                                | 17                                                | 17                                                | 17                                                |

### Nombre d'habitants par commune
Au 1er janvier 2015, la France métropolitaine comptait 36 529 communes. Selon les chiffres officiels du recensement de la population, 54,1 % de ces communes comptaient  moins de 500 habitants à cette même date :
- 16 776 communes, soit 45,9 % de la totalité des communes, avaient 500 habitants et plus et représentaient 59 214 289 habitants ;
- 10 408 communes, soit 28,5 %, avaient entre 200 et moins de 500 habitants et représentaient 3 392 206 habitants ;
- 5 860 communes, soit 16,0 %, avaient entre 100 et moins de 200 habitants et représentaient 864 798 habitants ;
- 3 485 communes, soit 9,5 %, avaient moins de 100 habitants et représentaient 226 572 habitants.